# Аббадо, Марчелло
Марче́лло Абба́до (итал. Marcello Abbado; 7 октября 1926, Милан — 4 июня 2020, Стреза, Пьемонт) — итальянский композитор и пианист. Принадлежал к семье известных музыкантов. Как пианист владел репертуаром от Баха до Прокофьева. Вместе с Венским филармоническим оркестром исполнил все двадцать семь концертов Моцарта.

## Биография
Родился в Милане 7 октября 1926 года в семье скрипача Микеланджело Аббадо и Марии Кармелы, урождённой Саваньоне. Старший брат известного дирижёра Клаудио Аббадо. Отец другого известного дирижёра Роберто Аббадо.
Обучался в консерватории имени Джузеппе Верди в Милане, которую окончил в 1947 году. Учителями Аббадо были Джанандреа Гаваццени, Джулио Чезаре Парибени и Джорджо Федерико Гедини.
В 1951 году получил место преподавателя в консерватории Венеции. Преподавал композицию в консерваториях Болоньи, Пармы и Пьяченцы. С 1958 по 1966 год возглавлял консерваторию имени Джузеппе Николини в Пьяченце. С 1966 по 1972 год руководил консерваторией имени Джоаккино Россини в Пезаро. С 1972 по 1996 год был директором консерватории имени Джузеппе Верди в Милане.
В течение двадцати четырёх лет был членом совета директоров театра Ла Скала. В 1993 году совместно с Владимиром Дельманом основал Миланский симфонический оркестр имени Джузеппе Верди, художественным руководителем которого он был с 1993 по 1996 год.
Активно занимался концертной деятельностью как пианист. Им были исполнены все двадцать семь концертов Моцарта, все фортепианные произведения Дебюсси. В репертуар Аббадо входили сочинения Баха и Скарлатти, концерты для фортепиано с оркестром Чайковского, Прокофьева, концерт Равеля для левой руки. Он выступал в главных концертных залах Будапешта, Буэнос-Айреса, Лондона, Милана, Монреаля, Москвы, Нью-Йорка, Парижа, Пекина, Рима, Токио и Вены. Девять раз проводил концертные туры по странам Латинской Америки. Давал мастер-классы в США, странах Азии и Европы. Всего Аббадо посетил более пятидесяти стран на пяти континентах.
Многочисленные сочинения композитора были опубликованы ведущими итальянскими издательствами, в том числе Кариш, Курчи, Рикорди и Сувини Дзербони. В Японии, России и США были представлены программы, посвящённые исключительно его музыке.
Он был президентом и членом жюри крупнейших международных музыкальных конкурсов, в том числе имени Людвига ван Бетховена в Вене, фирмы «Бёзендорфер» в Брюсселе, имени Марии Канальс в Барселоне, имени Дино Чьяни в Милане, концертной ассоциации Мин-Он в Токио, имени Елены Образцовой в Санкт-Петербурге, имени Антона Рубинштейна в Тель-Авиве, конкурса пианистов имени Вана Клиберна в Форт-Уэрте, а также музыкальных конкурсов в Дортмунде, Дублине, Харькове, Лидсе, Лондоне, Мюнхене, Монте-Карло, Пекине, Претории, Сиднее, Тайбэе, Триесте и Венеции.